# Novosedelský tunel
Novosedelský tunel je železniční tunel na katastrálním území Nové sedlo u Lokte na úseku železniční trati Chomutov–Cheb mezi zastávkami Nové Sedlo u Lokte – Královské Poříčí v km 200,102–200,312.

## Historie
Trať byla postavena společností Buštěhradská dráha, provoz byl zahájen v roce 1873. Elektrizace trati v úseku Cheb - Sokolov byla dokončena v roce 1968, v úseku Sokolov - Karlovy Vary proběhla v roce 1983. Tunel byl postaven v roce 1980 v rámci přeložení trati z Chodova do Královského Poříčí a uveden do provozu 29. května 1980. Přes tunel vede dálnice D6 (v době výstavby silnice I/6), silnice II/181 a manipulační panelová cesta. Silnice II/181 za tunelem překračuje mostem dálnici D6.
Technické řešení provedla firma Inženýrské a průmyslové stavby Praha ve spolupráci v Vysokou školou technickou v Bratislavě, generální projektant přeložky byl Státní ústav dopravního projektování Praha.
Tunel by měl projít rekonstrukcí v roce 2028 v rámci rekonstrukce traťového úseku Nové Sedlo u Lokte – Sokolov.

## Popis
Dvoukolejný tunel byl postaven v přímém směru a ve sklonu 7 ‰ pro železniční trať Chomutov–Cheb mezi zastávkami Nové Sedlo u Lokte – Královské Poříčí v roce 1980. Byl postaven proudovou metodou v otevřeném zářezu. Ostění tunelu je sestaveno z tenkostěnných obdélníkových železobetonových prefabrikátů, které jsou spojeny monolitickými pasy nebo základovými opěrnými zdmi. Prefabrikáty mají rozměr 125×575 cm s tloušťkou 25 a 30 cm. Tunelová trouba je zasypána, výška zásypu se pohybuje v rozmezí od 1,5 m do 10 m. Podle zatížení a geologických podmínek je tunel rozdělen na dvě rozdílné do sebe navazující konstrukční části. První část, která je méně zatížena, se skládá z patnácti tunelových pasů. Jeden pas se skládá ze šestnácti prefabrikovaných panelů. Druhá část je robustnější. Horní klenba je tvořena 14 prefabrikovanými panely a spodní klenbu tvoří masívní monolitický betonový základ. Druhá část navazuje na první 16. tunelovým pasem a končí 35. pasem, který je zároveň výjezdovým portálem. Proti průsakům vody byl tunel poryt vodotěsnou izolací o tloušťce  dva milimetry, která je ještě překryta PVC fólií, která zabránila mechanickému poškození při pokládání zásypu. Po obou stranách tunelu jsou vybetonované a zakryté stružky, které zabezpečují odvodnění tunelu.
Tunel leží v nadmořské výšce 445 m a je dlouhý 210,53 m.